# Blutungszeit
Die Blutungszeit ist ein medizinischer Test mit dessen Hilfe Störungen der primären Hämostase, also der Blutstillung, erkannt werden können.

## Durchführung
Bei der Blutungszeit wird die Zeit bestimmt, bis eine Blutung zum Stillstand kommt. Dazu gibt es verschiedene Methoden.

### Methode nach Ivy
Bei der Blutungszeit nach Ivy in der Modifikation nach Mielke handelt es sich um eine häufig eingesetzte Methode. Zunächst wird eine Blutdruckmanschette am Oberarm des Patienten angebracht und auf 40 mmHg (5,32 kPa) Druck eingestellt, damit die Druckverhältnisse im Gewebe standardisiert sind. Im nächsten Schritt wird ein kleiner Einschnitt mit definierter Länge und Tiefe an einer günstigen Stelle des Unterarms gesetzt. Ohne die Wunde zu berühren, wird alle 30 Sekunden das ausfließende Blut mit einem sterilen Tupfer (bzw. Papiertuch) entfernt. Sobald auf dem Tupfer keine Rötung mehr nachweisbar ist, gilt die Blutungszeit als abgeschlossen.
Die Referenzzeit liegt bei 4 bis 6 Minuten.

### Methode nach Duke
Hier wird ein Lanzettenstich am Rand des Ohrläppchen gesetzt und wie bei der Methode nach Ivy das Blut mit Zellstoff oder Papier alle 15 sec entfernt.
Die Referenzzeit liegt bei 3 bis 5 Minuten.

### Blutungszeit nach Marx
Bei dieser Methode wird ein Lanzettenstich in der Fingerbeere gesetzt. Sofort danach wird der Finger in ein wassergefülltes Kolbenglas (mit 37 °C) eingetaucht. Anschließend wird die Zeit bis zum visuellen Blutungsstillstand gemessen.
Die Referenzzeit liegt bis 2 Minuten.

## Diagnostische Bedeutung
Bei kleineren Verletzungen sorgt der durch die Blutplättchen gebildete Thrombus für die Blutstillung. Daher wird die Blutungszeit hauptsächlich durch die Zahl und die Funktion der Thrombozyten bestimmt.
Deshalb ist die Blutungszeit bei Thrombozytopenien (Erkrankungen, die eine verminderte Anzahl (<100/nl) von Blutplättchen zur Folge haben) und Thrombozytopathien (nicht einwandfrei arbeitende Blutplättchen) verlängert. Ebenfalls kann diese bei dem Willebrand-Jürgens-Syndrom und der Einnahme aggregationshemmender Substanzen verlängert sein.
Weitere mögliche Ursachen für eine veränderte Blutungszeit sind Dysproteinämien, Urämie und schweren Hypo- bis Afibrinogenämien.
Die Blutungszeit wird häufig als Screeningtest bei Organpunktionen durchgeführt, wobei jedoch nicht nachgewiesen ist, inwieweit dieser Wert Aussagekraft über eventuell auftretende Komplikationen besitzt.
In der Tiermedizin wird zum selben Zweck die Schleimhautblutungszeit bestimmt.